# Nati nel 1971/Luglio
| Questa pagina contiene informazioni ricavate automaticamente dalle voci biografiche con l'ausilio del template Bio e di un bot. L'aggiornamento è periodico e automatico e ricostruisce completamente la pagina. Se manca una persona in questa lista, sei pregato di non aggiungerla, ma accertati piuttosto che la sua voce biografica contenga il template Bio e che i dati anagrafici siano correttamente compilati. Se il template Bio manca, inseriscilo tu stesso o, in alternativa, metti l'avviso {{tmp\|Bio}} che ne segnala la mancanza. Se i dati riportati sono sbagliati, correggi direttamente la voce biografica; le modifiche saranno visibili in questa lista entro pochi giorni. Per chiarimenti vedi il progetto biografie. La lista contiene solo le 324 persone che sono citate nell'enciclopedia e per le quali è stato implementato correttamente il template Bio. Pagina aggiornata al 18 ago 2025. |

- 1º luglio - Missy Elliott, rapper, cantautrice e produttrice discografica statunitense
- 1º luglio - Marlayne, cantante olandese
- 1º luglio - Julianne Nicholson, attrice e ex modella statunitense
- 1º luglio - Igor' Paškevič, pattinatore artistico su ghiaccio russo († 2016)
- 1º luglio - Melissa Peterman, attrice e comica statunitense
- 2 luglio - Esam Al-Kandari, ex calciatore kuwaitiano
- 2 luglio - Valerio Bispuri, fotografo italiano
- 2 luglio - Walter Fiele, ex giocatore di calcio a 5 argentino
- 2 luglio - Tait Fletcher, attore, stuntman e artista marziale misto statunitense
- 2 luglio - Alberto Fontana, attivista italiano
- 2 luglio - Oleg Gorobij, ex canoista russo
- 2 luglio - Lætitia Moussard, ex cestista francese
- 2 luglio - Jared Palmer, ex tennista statunitense
- 2 luglio - Bryan Redpath, ex rugbista a 15 e allenatore di rugby scozzese
- 2 luglio - Raffaele Vannoli, attore italiano
- 2 luglio - Vahe Yaġmowryan, ex calciatore armeno
- 3 luglio - Julian Assange, programmatore e attivista australiano
- 3 luglio - Beans, rapper e produttore discografico statunitense
- 3 luglio - Per Bolund, politico e ambientalista svedese
- 3 luglio - Laura Bottici, politica italiana
- 3 luglio - Jarosław Darnikowski, ex cestista polacco
- 3 luglio - Geir Hasund, ex calciatore norvegese
- 3 luglio - Gavrilo Pajović, ex cestista e dirigente sportivo montenegrino
- 3 luglio - Ruggero Radice, allenatore di calcio e ex calciatore italiano
- 3 luglio - Benedict Wong, attore britannico
- 3 luglio - Bolat Yerezhepov, ex giocatore di calcio a 5 kazako
- 3 luglio - Marián Šuchančok, ex calciatore slovacco
- 4 luglio - Imanol Alguacil, allenatore di calcio e ex calciatore spagnolo
- 4 luglio - Gilles Boyer, politico francese
- 4 luglio - Alessandro Calzolari, ex ciclista su strada italiano
- 4 luglio - Kate Dickie, attrice scozzese
- 4 luglio - Andrej Fed'kov, ex calciatore russo
- 4 luglio - Martina Király, cantautrice e compositrice ungherese
- 4 luglio - Al Madrigal, attore statunitense
- 4 luglio - Jorge Arturo Mendoza, peruviano
- 4 luglio - Laura Migliacci, autrice televisiva, attrice e cantante italiana
- 4 luglio - Gianluca Plini, ex giocatore di calcio a 5 e dirigente sportivo italiano
- 4 luglio - José Vicente Quirante Rives, scrittore, poeta e avvocato spagnolo
- 4 luglio - Vítězslav Tuma, ex calciatore ceco
- 4 luglio - Ruby Wong, attrice e modella hongkonghese
- 4 luglio - Ned Zelić, ex calciatore australiano
- 5 luglio - Daniel Cangialosi, ex calciatore argentino
- 5 luglio - J.C. Ice, wrestler statunitense
- 5 luglio - Donna Faber, ex tennista statunitense
- 5 luglio - Robbie Koenig, ex tennista sudafricano
- 5 luglio - Derek McInnes, allenatore di calcio e ex calciatore scozzese
- 5 luglio - Birte Meyer, ex cestista tedesca
- 5 luglio - Rossano Pecoraro, filosofo e storico della filosofia italiano
- 5 luglio - Elvis Scoria, allenatore di calcio e ex calciatore croato
- 5 luglio - Franco Zanotti, ultramaratoneta e fondista di corsa in montagna italiano
- 6 luglio - İqor Getman, ex calciatore azero
- 6 luglio - E.C. Hill, ex cestista e allenatrice di pallacanestro statunitense
- 6 luglio - Mia Lyhne, attrice danese
- 6 luglio - Helene Nardini, attrice italiana
- 6 luglio - Alice Pelle, cantautrice italiana
- 6 luglio - Mlađan Šilobad, ex cestista jugoslavo
- 7 luglio - Alessandro Angelini, regista italiano
- 7 luglio - Christian Camargo, attore statunitense
- 7 luglio - Alan Campbell, scrittore scozzese
- 7 luglio - Abel Gisemba, ex maratoneta e mezzofondista keniota
- 7 luglio - Riadh Jelassi, ex calciatore tunisino
- 7 luglio - Nikki, cantautore, chitarrista e conduttore radiofonico italiano
- 7 luglio - Lin Qisheng, ex sollevatore cinese
- 7 luglio - Il'ja Savel'ev, ex pallavolista sovietico
- 7 luglio - Ståle Stensaas, allenatore di calcio e ex calciatore norvegese
- 7 luglio - Juan Verde, funzionario e imprenditore statunitense
- 7 luglio - Claude Vonstroke, disc jockey e produttore discografico statunitense
- 8 luglio - Bibiana Beglau, attrice tedesca
- 8 luglio - Neil Jenkins, ex rugbista a 15 e allenatore di rugby a 15 britannico
- 8 luglio - John Juanda, giocatore di poker indonesiano
- 8 luglio - Amy O'Neill, attrice statunitense
- 8 luglio - Amanda Peterson, attrice statunitense († 2015)
- 8 luglio - Andrea Piedimonte, attore e produttore cinematografico italiano
- 8 luglio - Christian Recalcati, telecronista sportivo e opinionista italiano
- 8 luglio - Massimiliano Romboli, ex cestista italiano
- 8 luglio - Seelenluft, musicista svizzero
- 9 luglio - Olena Krasovs'ka, ex ostacolista ucraina
- 9 luglio - Marc Andreessen, informatico e imprenditore statunitense
- 9 luglio - Jonathan Clements, scrittore e sceneggiatore britannico
- 9 luglio - Scott Grimes, attore, doppiatore e musicista statunitense
- 9 luglio - Jeanette Lee, giocatrice di biliardo statunitense
- 9 luglio - Giusi Malato, ex pallanuotista e allenatrice di pallanuoto italiana
- 9 luglio - Melissa Morrison-Howard, ex ostacolista statunitense
- 9 luglio - Minoru Nakamura, pilota motociclistico giapponese
- 9 luglio - Markus Nüssli, bobbista svizzero
- 9 luglio - Ger Senden, ex calciatore olandese
- 10 luglio - Cesare Faldini, chirurgo italiano
- 10 luglio - Adam Foote, ex hockeista su ghiaccio canadese
- 10 luglio - Rüdiger Gamm, tedesco
- 10 luglio - Moisés García, allenatore di calcio e ex calciatore spagnolo
- 10 luglio - Erika Jayne, cantante e attrice statunitense
- 10 luglio - Diederik Samsom, politico olandese
- 10 luglio - Aaron Spears, attore statunitense
- 10 luglio - Reinhard Wieser, ex hockeista su ghiaccio italiano
- 11 luglio - Aleksej Ajgi, musicista e compositore russo
- 11 luglio - Shōji Gatō, fumettista e scrittore giapponese
- 11 luglio - Leisha Hailey, attrice e cantante statunitense
- 11 luglio - Ben Loory, scrittore statunitense
- 11 luglio - Gianluca Senatore, chitarrista e bassista italiano
- 12 luglio - Alessandro Ambrosi, ex calciatore italiano
- 12 luglio - Joel Casamayor, ex pugile cubano
- 12 luglio - Chôco, ex giocatore di calcio a 5 brasiliano
- 12 luglio - Rod Lawler, giocatore di snooker inglese
- 12 luglio - Salvatore Russo, allenatore di calcio e ex calciatore italiano
- 12 luglio - Richard Scott, ex cestista statunitense
- 12 luglio - Wei Yimin, ex calciatore e ex giocatore di calcio a 5 cinese
- 12 luglio - Unni Wilhelmsen, cantante norvegese
- 12 luglio - Kristi Yamaguchi, ex pattinatrice artistica su ghiaccio statunitense
- 13 luglio - Murilo Benício, attore brasiliano
- 13 luglio - Luca Bizzarri, attore, comico e conduttore televisivo italiano
- 13 luglio - Alessandro Boriani, compositore e arrangiatore italiano
- 13 luglio - Jason Danieley, attore e cantante statunitense
- 13 luglio - MF Doom, rapper e produttore discografico britannico († 2020)
- 13 luglio - Vidar Evensen, ex calciatore norvegese
- 13 luglio - Franco Fiorito, politico italiano
- 13 luglio - Richard Groenendaal, ex ciclocrossista, ciclista su strada e mountain biker olandese
- 13 luglio - Tomas Haake, batterista, paroliere e programmatore svedese
- 13 luglio - Ali, rapper statunitense
- 13 luglio - Akiko Kawase, sincronetta giapponese
- 13 luglio - Oleksandr Okuns'kyj, cestista ucraino († 2019)
- 13 luglio - José Carlos Souza, ex nuotatore brasiliano
- 13 luglio - Francesco Statuto, allenatore di calcio e ex calciatore italiano
- 13 luglio - Eva Švíglerová, ex tennista cecoslovacca
- 14 luglio - Bobby Despotovski, ex calciatore australiano
- 14 luglio - Bubba Ray Dudley, wrestler statunitense
- 14 luglio - Zaza Gogava, generale georgiano
- 14 luglio - Dave Hewett, ex rugbista a 15 e allenatore di rugby a 15 neozelandese
- 14 luglio - Allan Johansen, ex ciclista su strada e dirigente sportivo danese
- 14 luglio - Jari Mantila, ex combinatista nordico finlandese
- 14 luglio - Nick McCabe, chitarrista britannico
- 14 luglio - Ross Rebagliati, snowboarder canadese
- 14 luglio - William Rubio, pilota motociclistico francese
- 14 luglio - Giovanni Savarese, ex calciatore e allenatore di calcio venezuelano
- 14 luglio - Marie-Chantal Toupin, cantante canadese
- 14 luglio - Elena Varvello, poetessa e scrittrice italiana
- 14 luglio - Howard Webb, ex arbitro di calcio inglese
- 15 luglio - Sandon Berg, produttore cinematografico e sceneggiatore statunitense
- 15 luglio - Cláudia Maria Pastor, ex cestista brasiliana
- 15 luglio - Aleksandǎr Delčev, scacchista bulgaro
- 15 luglio - Ernest Dye, ex giocatore di football americano statunitense
- 15 luglio - Daniel Lapaine, attore australiano
- 15 luglio - Danijela Martinović, cantante croata
- 15 luglio - Jonathan Noyce, bassista inglese
- 15 luglio - Jesús Olalla, ex pallamanista spagnolo
- 15 luglio - Jim Rash, attore, comico e sceneggiatore statunitense
- 15 luglio - Piret Raud, scrittrice e illustratrice estone
- 15 luglio - Akira Yanagawa, pilota motociclistico giapponese
- 16 luglio - Corey Feldman, attore e cantante statunitense
- 16 luglio - Laura Gobbetti, giornalista italiana
- 16 luglio - Carl Griffiths, allenatore di calcio e ex calciatore gallese
- 16 luglio - Luis Guil, allenatore di pallacanestro e dirigente sportivo spagnolo
- 16 luglio - Malika Kishino, compositrice giapponese
- 16 luglio - Andrea Kuklová, ex cestista slovacca
- 16 luglio - Ole Arvid Langnes, ex calciatore norvegese
- 16 luglio - Sonny Mayo, chitarrista statunitense
- 16 luglio - Carlos Núñez, musicista spagnolo
- 16 luglio - Rémi Rippert, ex cestista francese
- 16 luglio - Juan Carlos Sánchez, ex calciatore boliviano
- 16 luglio - Óscar Carmelo Sánchez, calciatore e allenatore di calcio boliviano († 2007)
- 16 luglio - Chantay Savage, cantautrice statunitense
- 16 luglio - Francesco Vottari, mafioso italiano
- 17 luglio - Anželina Švačka, cantante lirica e mezzosoprano ucraina
- 17 luglio - Dražen Brnčić, allenatore di calcio, ex calciatore e ex giocatore di calcio a 5 croato
- 17 luglio - Albena Brănzova, ex cestista bulgara
- 17 luglio - Calbert Cheaney, ex cestista, allenatore di pallacanestro e dirigente sportivo statunitense
- 17 luglio - Mick Cronin, allenatore di pallacanestro statunitense
- 17 luglio - Cory Doctorow, giornalista e scrittore canadese
- 17 luglio - Josh Frydenberg, politico australiano
- 17 luglio - Wilma van Hofwegen, ex nuotatrice olandese
- 17 luglio - Nico Mattan, ex ciclista su strada belga
- 17 luglio - Elena Mel'nikova, ex biatleta russa
- 17 luglio - Tony Rougier, ex calciatore trinidadiano
- 17 luglio - Aarne Ruben, scrittore estone
- 18 luglio - Shane Byrne, ex rugbista a 15 e imprenditore irlandese
- 18 luglio - Ryan Church, designer statunitense
- 18 luglio - Martin Frändesjö, ex pallamanista e allenatore di pallamano svedese
- 18 luglio - Anfernee Hardaway, allenatore di pallacanestro e ex cestista statunitense
- 18 luglio - Jeong Eun-sun, ex cestista sudcoreana
- 18 luglio - Sarah McLeod, attrice neozelandese
- 18 luglio - Erika Stefani, politica italiana
- 18 luglio - Carlo Vanzini, giornalista, telecronista sportivo e ex sciatore alpino italiano
- 18 luglio - Riccardo Zancano, pittore italiano
- 18 luglio - Vasilij Zeiher, lottatore tedesco
- 19 luglio - Russell Allen, cantante statunitense
- 19 luglio - Urs Bühler, cantante svizzero
- 19 luglio - Nicola Calì, attore e regista italiano
- 19 luglio - Davide Casarotto, ex ciclista su strada italiano
- 19 luglio - Han Jung-kook, ex calciatore sudcoreano
- 19 luglio - Norbert Jaskot, schermidore polacco
- 19 luglio - Vitalij Klyčko, ex pugile e politico ucraino
- 19 luglio - Naoki Sōma, allenatore di calcio e ex calciatore giapponese
- 19 luglio - Daniele Tenca, cantautore italiano
- 19 luglio - Hossam el-Wakil, ex cestista egiziano
- 19 luglio - Lamberto Zauli, allenatore di calcio e ex calciatore italiano
- 20 luglio - Beppe Convertini, attore, conduttore televisivo e conduttore radiofonico italiano
- 20 luglio - DJ Screw, rapper statunitense († 2000)
- 20 luglio - William DeMeo, attore statunitense
- 20 luglio - Jason Loewenstein, cantautore, polistrumentista e produttore discografico statunitense
- 20 luglio - Sandra Oh, attrice canadese
- 20 luglio - Jozef Pisár, ex calciatore slovacco
- 20 luglio - Erik Thomas Pohlmeier, vescovo cattolico statunitense
- 20 luglio - Diego Ramón Sarrió Cucarella, vescovo cattolico spagnolo
- 20 luglio - Cristiano Scazzola, allenatore di calcio e ex calciatore italiano
- 20 luglio - Stefano Vecchi, allenatore di calcio e ex calciatore italiano
- 20 luglio - Cristiano Zanus Fortes, ex cestista italiano
- 21 luglio - Robbie Brink, ex rugbista a 15 sudafricano
- 21 luglio - Charlotte Gainsbourg, attrice e cantante britannica
- 21 luglio - Ricky García, ex calciatore honduregno
- 21 luglio - Massimo Murru, ballerino italiano
- 21 luglio - Erik Mykland, allenatore di calcio e ex calciatore norvegese
- 21 luglio - Sara Seager, astronoma canadese
- 21 luglio - Dante Sebastio, giornalista e scrittore italiano
- 21 luglio - Valentyn Vasjanovyč, regista, sceneggiatore e produttore cinematografico ucraino
- 22 luglio - Adam Cooper, ballerino, attore e coreografo britannico
- 22 luglio - Massimiliano Corrado, ex calciatore italiano
- 22 luglio - Cyril Domoraud, ex calciatore ivoriano
- 22 luglio - Kristine Lilly, ex calciatrice statunitense
- 22 luglio - Iván Ortega, ex pentatleta messicano
- 22 luglio - Mikheil Q'avelashvili, politico e ex calciatore georgiano
- 22 luglio - Piero Ricca, blogger italiano
- 22 luglio - Akhil Sharma, scrittore statunitense
- 22 luglio - Luís Miguel, allenatore di calcio e ex calciatore angolano
- 23 luglio - David Bianchini, ex calciatore italiano
- 23 luglio - Enrico Buonocore, allenatore di calcio e ex calciatore italiano
- 23 luglio - Cara-Beth Burnside, skater e snowboarder statunitense
- 23 luglio - Gocha Jamarauli, ex calciatore georgiano
- 23 luglio - Alison Krauss, cantante e violinista statunitense
- 23 luglio - Zindy Laursen, cantante danese
- 23 luglio - Massimo Lombardini, allenatore di calcio e ex calciatore italiano
- 23 luglio - Ciro Maschio, politico italiano
- 23 luglio - Rubens Pasino, allenatore di calcio e ex calciatore italiano
- 23 luglio - Cornelia Pfohl, ex arciera tedesca
- 23 luglio - Nicola Ransom, attrice tedesca
- 23 luglio - Alexander Schur, allenatore di calcio e ex calciatore tedesco
- 24 luglio - Dino Baggio, allenatore di calcio e ex calciatore italiano
- 24 luglio - Uje Brandelius, attore, cantante e giornalista svedese
- 24 luglio - Alen Delpont, allenatore di calcio a 5 e ex giocatore di calcio a 5 croato
- 24 luglio - Paolo Di Clemente, fumettista italiano
- 24 luglio - Diego Galdino, scrittore italiano
- 24 luglio - Patty Jenkins, regista, sceneggiatrice e produttrice televisiva statunitense
- 24 luglio - Winnie Lau, cantante e attrice cinese
- 24 luglio - Janne Leskinen, ex sciatore alpino finlandese
- 24 luglio - Andrea Marrocco, attore italiano
- 24 luglio - John Partridge, attore, cantante e ballerino inglese
- 24 luglio - André Schubert, allenatore di calcio e ex calciatore tedesco
- 24 luglio - Derell Washington, ex cestista statunitense
- 25 luglio - Grégory Allione, vigile del fuoco e politico francese
- 25 luglio - Guillaume Bottazzi, pittore francese
- 25 luglio - Kim Il, ex lottatore nordcoreano
- 25 luglio - Aleš Križan, ex calciatore sloveno
- 25 luglio - Tracy Murray, ex cestista e allenatore di pallacanestro statunitense
- 25 luglio - Park Kun-ha, allenatore di calcio e ex calciatore sudcoreano
- 25 luglio - Lara Parmiani, attrice, doppiatrice e regista teatrale italiana
- 25 luglio - Roberta Pergher, ex sciatrice alpina italiana
- 25 luglio - Roseli do Carmo Gustavo, ex cestista brasiliana
- 25 luglio - Miriam Shor, attrice statunitense
- 25 luglio - Vladan Vahala, cestista ceco († 2000)
- 25 luglio - Savino Zaba, conduttore televisivo, conduttore radiofonico e attore teatrale italiano
- 26 luglio - Chris Bell, giocatore di poker statunitense
- 26 luglio - Luca D'Angelo, allenatore di calcio e ex calciatore italiano
- 26 luglio - Andrea Fortunato, calciatore italiano († 1995)
- 26 luglio - Chris Harrison, conduttore televisivo statunitense
- 26 luglio - Steinar Lein, allenatore di calcio e ex calciatore norvegese
- 26 luglio - Aleksandr Masejkov, ex canoista bielorusso
- 26 luglio - Sergej Pinčuk, ammiraglio russo
- 26 luglio - Mladen Rudonja, ex calciatore sloveno
- 26 luglio - Diana Sadovnykova, ex cestista ucraina
- 26 luglio - Kazuki Sakuraba, scrittrice giapponese
- 27 luglio - Alessandro Bertolini, ex ciclista su strada e pistard italiano
- 27 luglio - Vadim Jašin, allenatore di calcio a 5 e ex giocatore di calcio a 5 russo
- 27 luglio - Aleksej Kobelev, ex biatleta russo
- 27 luglio - Lehlo Ledwaba, pugile sudafricano († 2021)
- 27 luglio - Nicola Loda, ex ciclista su strada italiano
- 27 luglio - Eric Martsolf, attore statunitense
- 27 luglio - Paul Meier, ex multiplista tedesco
- 27 luglio - Anna Menconi, arciera italiana
- 27 luglio - Annarita Patriarca, politica italiana
- 27 luglio - Pat Schafhauser, ex hockeista su ghiaccio statunitense
- 27 luglio - Froyla Tzalam, antropologa e politica beliziana
- 27 luglio - Aleksandr Čajko, generale russo
- 28 luglio - Drew Karpyshyn, scrittore, sceneggiatore e autore di videogiochi canadese
- 28 luglio - Fabrizio Leo, chitarrista italiano
- 28 luglio - Stephen Lynch, comico, musicista e attore statunitense
- 28 luglio - Michael Miabesue Bibi, vescovo cattolico camerunese
- 28 luglio - Annie Perreault, ex pattinatrice di short track canadese
- 28 luglio - Nicoletta Spelgatti, politica italiana
- 28 luglio - Abu Bakr al-Baghdadi, terrorista iracheno († 2019)
- 29 luglio - Roberto Bonazzi, allenatore di calcio e ex calciatore italiano
- 29 luglio - Monica Calhoun, attrice statunitense
- 29 luglio - Emma Carney, triatleta australiana
- 29 luglio - Massimiliano Cattapani, cantautore e paroliere italiano
- 29 luglio - Gabriele Corsi, showman, conduttore televisivo e conduttore radiofonico italiano
- 29 luglio - Bryan Dattilo, attore statunitense
- 29 luglio - Lisa Ekdahl, cantautrice e musicista svedese
- 29 luglio - Donatello Gasparini, ex calciatore italiano
- 29 luglio - Christer Mattiasson, allenatore di calcio e ex calciatore svedese
- 29 luglio - Graham McGrath, attore inglese
- 29 luglio - Sherron Mills, cestista statunitense († 2016)
- 29 luglio - Andrea Philipp, ex velocista tedesca
- 29 luglio - Roberto Poletti, giornalista, politico e conduttore televisivo italiano
- 29 luglio - Viktorija Titova, ex schermitrice sovietica
- 30 luglio - Victor Alfieri, attore italiano
- 30 luglio - Calogero, cantante, compositore e musicista francese
- 30 luglio - Dario Casalini, attore italiano
- 30 luglio - Elvis Crespo, cantante statunitense
- 30 luglio - Claude Dambury, ex calciatore francese
- 30 luglio - Tom Green, attore, comico e regista canadese
- 30 luglio - Restituta Joseph, ex mezzofondista e maratoneta tanzaniana
- 30 luglio - Rie Kimura, ex calciatrice giapponese
- 30 luglio - Gary Longwell, rugbista a 15 e allenatore di rugby a 15 britannico
- 30 luglio - Moses Masuwa, calciatore zambiano († 1993)
- 30 luglio - Christine Taylor, attrice statunitense
- 30 luglio - Pierangelo Tieri, pittore italiano
- 31 luglio - Giovanni Achenza, triatleta e paraciclista italiano
- 31 luglio - Eve Best, attrice britannica
- 31 luglio - Diego Cajelli, fumettista e sceneggiatore italiano
- 31 luglio - Christina Cox, attrice e stuntwoman canadese
- 31 luglio - Elivélton, ex calciatore brasiliano
- 31 luglio - Gus Frerotte, ex giocatore di football americano statunitense
- 31 luglio - Vladimir Kuzmanović, ex cestista jugoslavo
- 31 luglio - John 5, chitarrista e compositore statunitense
- 31 luglio - Craig MacLean, ex pistard britannico
- 31 luglio - Bruno Prada, velista brasiliano
- 31 luglio - Ignacio Vázquez, ex calciatore messicano